# Nhóm thiểu số
Trong xã hội học, một nhóm thiểu số đề cập đến một phân loại nhóm người gặp bất lợi tương đối so với các thành viên của một nhóm xã hội thống trị. Tư cách thành viên nhóm thiểu số thường dựa trên sự khác biệt về các đặc điểm hoặc thực tiễn có thể quan sát được, chẳng hạn như: giới tính, sắc tộc, chủng tộc, tôn giáo, khuyết tật hoặc khuynh hướng tình dục. Sử dụng trong khuôn khổ của chồng lấn các nhóm xã hội, điều quan trọng là phải nhận ra rằng một cá nhân có thể đồng thời là tư cách thành viên trong nhiều nhóm thiểu số (ví dụ cả thiểu số chủng tộc và tôn giáo). Tương tự như vậy, các cá nhân cũng có thể là một phần của một nhóm thiểu số liên quan đến một số đặc điểm, nhưng là một phần của một nhóm thống trị liên quan đến những người khác.
Thuật ngữ "nhóm thiểu số" thường xuất hiện trong các tuyên ngôn về quyền dân sự và quyền tập thể, vì các thành viên của các nhóm thiểu số có xu hướng đối xử khác biệt ở các quốc gia và xã hội nơi họ sinh sống. Các thành viên nhóm thiểu số thường phải đối mặt với sự phân biệt đối xử trong nhiều lĩnh vực của đời sống xã hội, bao gồm nhà ở, việc làm, chăm sóc sức khỏe, giáo dục, v.v... Mặc dù sự phân biệt đối xử có thể được cam kết bởi các cá nhân, nó cũng có thể xảy ra thông qua sự bất bình đẳng về cấu trúc, trong đó quyền và cơ hội không thể truy cập như nhau đối với tất cả mọi người. Ngôn ngữ của các quyền thiểu số thường được sử dụng để thảo luận về các luật được thiết kế để bảo vệ các nhóm thiểu số khỏi sự phân biệt đối xử và cho họ địa vị xã hội bình đẳng với nhóm thống trị.

## Định nghĩa

### Xã hội học
Louis Wirth định nghĩa một nhóm thiểu số là "một nhóm người, vì đặc điểm thể chất hoặc văn hóa của họ, bị tách ra khỏi những người khác trong xã hội nơi họ sống vì sự đối xử khác biệt và bất bình đẳng, và do đó họ coi mình là đối tượng của tập thể phân biệt đối xử ". Định nghĩa bao gồm cả tiêu chí khách quan và chủ quan: tư cách thành viên của một nhóm thiểu số được xã hội quy định một cách khách quan, dựa trên các đặc điểm thể chất hoặc hành vi của một cá nhân; nó cũng được các thành viên của nó áp dụng một cách chủ quan, những người có thể sử dụng trạng thái của họ làm cơ sở cho bản sắc nhóm hoặc sự đoàn kết. Do đó, tình trạng nhóm thiểu số có bản chất phân loại: một cá nhân thể hiện các đặc điểm thể chất hoặc hành vi của một nhóm thiểu số nhất định được quy định trạng thái của nhóm đó và chịu sự đối xử tương tự như các thành viên khác trong nhóm đó.
Joe Feagin, tuyên bố rằng một nhóm thiểu số có năm đặc điểm: (1) chịu sự phân biệt đối xử và phụ thuộc, (2) đặc điểm thể chất và/hoặc văn hóa khiến họ tách biệt và bị nhóm thống trị từ chối, (3) bản sắc tập thể và gánh nặng chung, (4) các quy tắc chia sẻ xã hội về việc ai thuộc về ai và không xác định tình trạng thiểu số và (5) có xu hướng kết hôn trong nội bộ nhóm.

#### Phê bình
Có một cuộc tranh cãi với việc sử dụng từ thiểu số, vì nó có một cách sử dụng phổ biến và học thuật. Việc sử dụng phổ biến của thuật ngữ chỉ ra một thiểu số thống kê; tuy nhiên, các học giả đề cập đến sự khác biệt quyền lực giữa các nhóm hơn là sự khác biệt về quy mô dân số giữa các nhóm.
Một số nhà xã hội học đã chỉ trích khái niệm "thiểu số / đa số", cho rằng ngôn ngữ này loại trừ hoặc bỏ qua việc thay đổi hoặc không ổn định bản sắc văn hóa, cũng như các liên kết văn hóa xuyên biên giới quốc gia. Do đó, thuật ngữ các nhóm loại trừ trong lịch sử (HEG) thường được sử dụng tương tự để làm nổi bật vai trò của áp bức và thống trị lịch sử, và làm thế nào điều này dẫn đến sự thể hiện của các nhóm cụ thể trong các lĩnh vực khác nhau của đời sống xã hội.

### Chính trị
Thuật ngữ dân tộc thiểu số thường được sử dụng để thảo luận về các nhóm thiểu số trong chính trị quốc tế và quốc gia. Tất cả các quốc gia có một số mức độ đa dạng về chủng tộc, sắc tộc hoặc ngôn ngữ.  Ngoài ra, người thiểu số cũng có thể là người nhập cư, cộng đồng du mục bản địa hoặc không có đất đai. Điều này thường dẫn đến sự khác biệt về ngôn ngữ, văn hóa, tín ngưỡng, thực hành, khiến một số nhóm khác biệt với nhóm thống trị. Vì những khác biệt này thường được nhận thức tiêu cực, điều này dẫn đến việc mất quyền lực xã hội và chính trị cho các thành viên của các nhóm thiểu số.